# Nerw przeponowy
Nerw przeponowy (łac. nervus phrenicus) – w anatomii człowieka najdłuższy parzysty nerw wychodzący ze splotu szyjnego. Tworzą go włókna pochodzące z segmentów C3–C5.
Jest wyłącznym nerwem ruchowym mięśnia przeponowego, poza tym unerwia czuciowo m.in. opłucną ścienną śródpiersiową, przeponową, osklepek opłucnej, otrzewną dolnej powierzchni przepony, wątroby, pęcherzyka żółciowego i osierdzie serca. Włókna autonomiczne wnikają do nerwu przeponowego przez gałęzie łączące z pniem współczulnym oraz przez splot trzewny, biegną przeważnie wspólnie z włóknami czuciowymi.
Oddaje gałęzie:
- opłucnowe;
- osierdziowe;
- przeponowo-brzuszne;
- do grasicy i żyły głównej górnej.

## Przebieg
W części szyjnej nerw przeponowy leży na mięśniu pochyłym przednim, przykryty mięśniem mostkowo-obojczykowo-sutkowym. Krzyżuje brzusiec lub ścięgno pośrednie mięśnia łopatkowo-gnykowego. Przyśrodkowo od nerwu przebiega pień tarczowo-szyjny i jego gałęzie: tętnica tarczowa dolna i tętnica szyjna wstępująca. Nieco bardziej przyśrodkowo znajduje się powrózek nerwowo-naczyniowy.
Z szyi do klatki piersiowej nerw dostaje się między tętnicą podobojczykową z tyłu, a żyłą podobojczykową i mostkowym końcem obojczyka z przodu. Dalej leży do tyłu od stawu mostkowo-obojczykowego, niżej sąsiaduje bocznie i z przodu z opłucną śródpiersiową. Nerw przeponowy prawy przyśrodkowo przylega do żyły ramienno-głowowej prawej i poniżej do żyły głównej dolnej. Z kolei nerw przeponowy lewy po przyśrodkowej stronie styka się z wielkimi naczyniami: tętnicą podobojczykową lewą, tętnicą szyjną wspólną lewą i łukiem aorty. Skrzyżowanie z tym ostatnim położone jest do przodu od skrzyżowania z nerwem błędnym (X). Schodząc do śródpiersia nerw krzyżuje od przodu korzeń płuca i zmierza w dół między opłucną śródpiersiową a blaszką ścienną osierdzia. Nerw prawy dochodzi do przepony w pobliżu żyły głównej dolnej, lewy natomiast w pobliżu koniuszka serca.